# 환타지아 (영화)
《환타지아》(Fantasia)는 1940년에 제작된 월트 디즈니 프로덕션에서 제작하고 RKO 라디오 픽처스에서 배급한 월트 디즈니의 장편 애니메이션 영화이다. 이 영화는 필라델피아 오케스트라와 지휘자 레오폴드 스토코프스키가 함께 제작된 클래식 음악에 맞춰 움직이는 애니메이션을 담았다. 따라서 소리는 해설과 잠깐 나온 미키 마우스의 목소리밖에 나오지 않았다.
이 영화는 처음에는 흥행에 실패하였지만 꾸준히 재상영되었고 1999년에는 《환타지아 2000》이란 후속작으로 개봉되었다. 또한 미국 영화 연구소(AFI) 선정 100대 영화 중에서 58위를 가지게 되었다.

## 줄거리
환타지아는 파란색 배경에 모여 반은 빛, 반은 그림자로 악기를 조율하는 오케스트라 단원들의 라이브 액션 장면으로 시작된다. 사회자 딤스 테일러가 무대에 입장하고(역시 반빛, 반그림자) 프로그램을 소개한다.
- 요한 세바스티안 바흐의 토카타와 푸가 D단조. 겹쳐진 그림자를 배경으로 파란색과 금색으로 조명된 오케스트라의 실사 장면은 추상적 패턴으로 희미해진다. 애니메이션된 선, 모양 및 구름 형태는 음악의 소리와 리듬을 반영한다.
- 표트르 일리치 차이코프스키의 호두까기 인형 모음곡. 1892년 발레 모음곡의 선택은 여름에서 가을, 겨울로 계절의 변화를 묘사하는 장면을 강조한다. "사탕요정의 춤", "중국의 춤", "아라비아의 춤", "러시안의 춤", "피리의 춤", "꽃의 왈츠".
- 폴 뒤카스의 마법사의 견습생. 괴테의 1797년 시 "Der Zauberlehrling"을 바탕으로 한 작품이다. 마법사 옌 시드의 어린 견습생 미키 마우스는 주인의 마술을 시도하지만 그것을 조종하는 방법을 모르다.
- 이고르 스트라빈스키의 봄의 제전. 지구의 시작에 대한 시각적 역사가 발레 악보의 선택된 부분에 묘사되어 있다. 이 순서는 행성의 형성부터 최초의 생명체가 탄생하고 이어서 공룡의 통치와 멸종까지 진행된다.
- 인터미션/사운드트랙을 만나다: 오케스트라 연주자들이 출발하고 환타지아 타이틀 카드가 공개된다. 휴식 시간 후에는 오케스트라 단원들이 돌아오면서 클라리넷 연주자가 이끄는 재즈 음악의 짧은 잼 세션이 있다. 그런 다음 사운드가 필름에 어떻게 렌더링되는지 유머러스하게 양식화한 시연이 표시된다. 처음에는 흰색 직선이었던 애니메이션 사운드 트랙 "캐릭터"는 재생되는 사운드에 따라 다양한 모양과 색상으로 변경된다.
- 루트비히 판 베토벤의 목가 교향곡. 다채로운 켄타우로스와 "켄타우렛트", 큐피드, 목신 및 기타 고전 신화의 인물로 이루어진 신화적인 그리스-로마 세계가 베토벤의 음악에 묘사된다. 술의 신 바커스를 기리기 위한 축제 모임이 제우스에 의해 중단되고, 제우스는 폭풍을 일으키고 불칸에게 번개를 만들어 참석자들에게 던지게 한다.
- 아밀카레 폰키엘리의 시간의 춤. 네 부분으로 구성된 코믹 발레: 우파노바 부인과 그녀의 타조(아침); 히아신스 히포와 그녀의 하인들(오후); 엘레판신과 그녀의 거품 부는 코끼리 극단(저녁); 그리고 벤 알리 게이터와 그의 악어 무리 (밤). 피날레에서는 궁전이 무너질 때까지 모든 캐릭터가 함께 춤을 추는 모습을 볼 수 있다.
- 모데스트 무소륵스키의 민둥산의 하룻밤과 프란츠 슈베르트의 아베 마리아 (슈베르트). 자정이 되면 악마 체르노보그가 깨어나 악령과 불안한 영혼들을 무덤에서 민둥산으로 소환한다. 영혼들은 밤이 되어 새벽이 될 때 안젤루스 종소리에 의해 뒤로 물러날 때까지 춤을 추고 공중을 날아간다. 예복을 입은 승려들이 불이 켜진 횃불을 들고 숲을 지나 대성당 폐허로 걸어가는 모습이 묘사될 때 합창단이 아베 마리아를 부르는 소리가 들린다.